# Nuova Zelanda ai Giochi della XXVII Olimpiade
La Nuova Zelanda partecipò ai Giochi della XXVII Olimpiade, svoltisi a Sydney, Australia, dal 15 settembre al 1º ottobre 2000, con una delegazione di 336 atleti impegnati in diciotto discipline.

## Medaglie
| Medaglia | Atleta          | Sport       | Evento                        |
| -------- | --------------- | ----------- | ----------------------------- |
| Oro      | Rob Waddell     | Canottaggio | Singolo maschile              |
| Argento  | Mark Todd       | Equitazione | Concorso completo individuale |
| Bronzo   | Aaron McIntosh  | Vela        | Mistral maschile              |
| Bronzo   | Barbara Kendall | Vela        | Mistral femminile             |

## Risultati

### Pallacanestro
- Uomini

| Atleta | Classifica |
| --- | ---------- |
| V · D · M Nazionale neozelandese - Pallacanestro ai Giochi della XXVII Olimpiade - Torneo maschile 4 Marks · 5 Vučinić · 6 Penney · 7 Henare · 8 Jones · 9 Riley · 10 Lattimore · 11 Cameron · 12 Dickel · 13 Pokai · 14 Hickey · 15 Rampton · All. Keith Mair | 11°        |
| Nazionale neozelandese - Pallacanestro ai Giochi della XXVII Olimpiade - Torneo maschile |            |
| 4 Marks · 5 Vučinić · 6 Penney · 7 Henare · 8 Jones · 9 Riley · 10 Lattimore · 11 Cameron · 12 Dickel · 13 Pokai · 14 Hickey · 15 Rampton · All. Keith Mair |            |

- Donne

| Atleta | Classifica |
| --- | ---------- |
| V · D · M Nazionale neozelandese - Pallacanestro ai Giochi della XXVII Olimpiade - Torneo femminile 4 Walker · 5 Cotton · 6 Colling · 7 Daly · 8 Compain · 9 Loffhagen · 10 G. Farmer · 11 Tupu · 12 S. Farmer · 13 Ofsoski · 14 Patterson · 15 L'Ami · All. Carl Dickel | 11°        |
| Nazionale neozelandese - Pallacanestro ai Giochi della XXVII Olimpiade - Torneo femminile |            |
| 4 Walker · 5 Cotton · 6 Colling · 7 Daly · 8 Compain · 9 Loffhagen · 10 G. Farmer · 11 Tupu · 12 S. Farmer · 13 Ofsoski · 14 Patterson · 15 L'Ami · All. Carl Dickel |            |